# This Love (film)
This Love (Cet Amour-là) è un film biografico del 2001 diretto da Josée Dayan. Si tratta dell'adattamento cinematografico dell'omonimo romanzo autobiografico di Yann Andréa, pubblicato nel 1999.

## Trama
Parigi, estate del 1985. Yann Andréa è studente universitario molto timido e fragile, che ha una segreta ma sconfinata passione per i libri della grande scrittrice Marguerite Duras: infatti dopo aver mantenuto per 5 anni un rapporto unicamente epistolare con essa, da quando quest'ultima decise di rispondere ad una sua lettera nel 1980.
Un giorno Yann prende coraggio e parte per farle visita a Trouville, dove la donna conduce un'esistenza solitaria: arrivato qui Yann scopre il carattere molto scorbutico di quest'anziana donna, capricciosa e tirannica, alcolizzata che beve in continuazione, secondo lei per affogare le sue ansie; tuttavia, tanto è grande la sua ammirazione per lei, Yann decide di rimanere con lei e diviene il suo segretario.

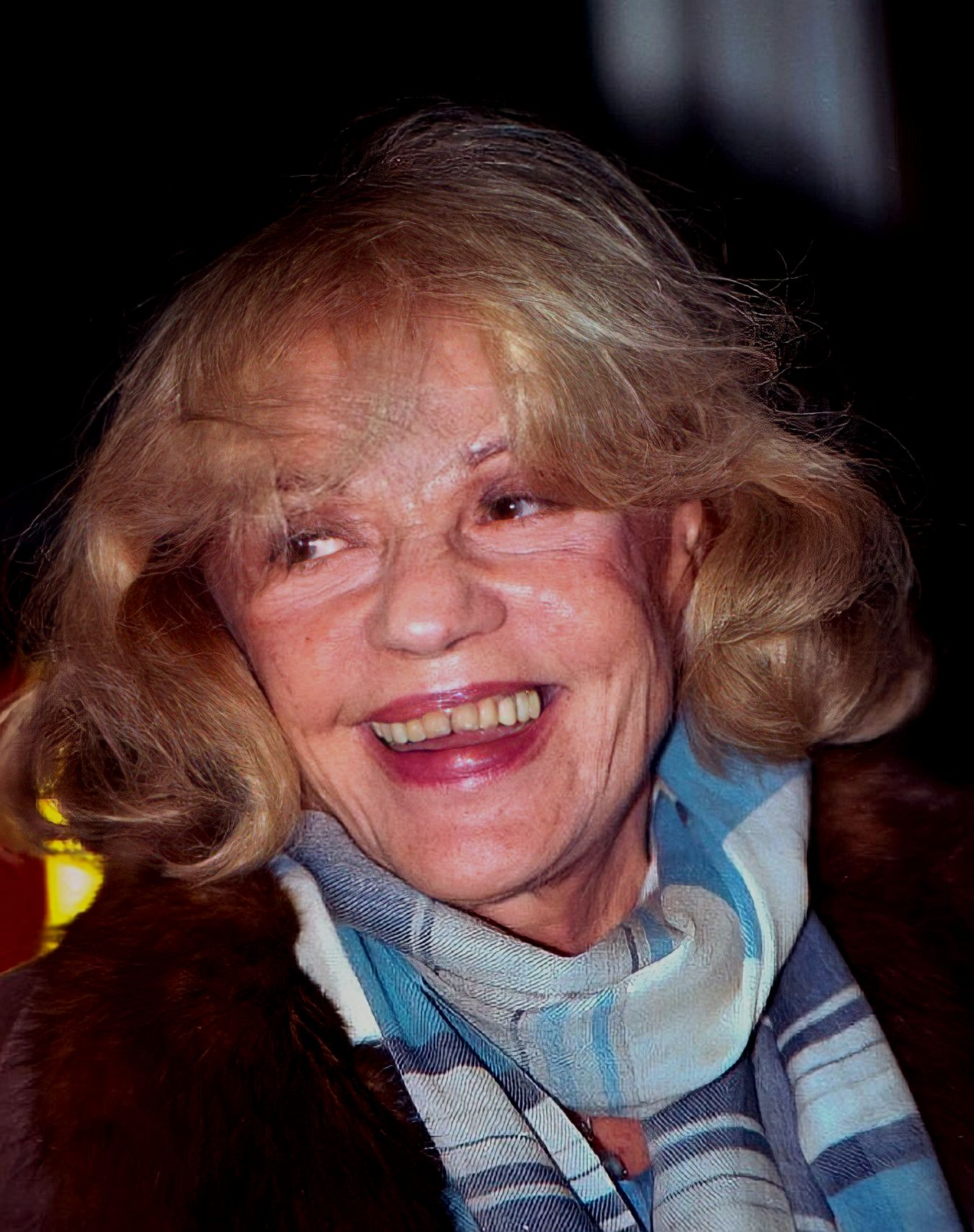
La protagonista Jeanne Moreau alla premiere del film al Festival di Venezia 2001

Ma molto presto questo rapporto solo "lavorativo" diventa anche sentimentale, e Yann diviene anche l'amante di Marguerite: tra i 2 si sviluppa così uno strano rapporto fatto di amore e odio, venerazione e disprezzo; in Yann inoltre nascono però anche pensieri autolesionistici e distruttivi: addirittura, alla fine dell'estate, Marguerite è così feroce nei confronti di Yann, che lui arriva a scappare via e a suicidarsi.

## Produzione

### Riprese
Le riprese del film, iniziate a luglio e terminate ad agosto del 2000, si sono svolte tra Parigi e le zone della Normandia e della Camargue (quest'ultima soprattutto nei suggestivi paesaggi delle distese sterminate di lavanda).

## Distribuzione
Il film è stato presentato in anteprima mondiale al Festival di Venezia del 2001, nonché al Toronto International Film Festival.
Il film è poi uscito nelle sale cinematografiche francesi a partire dal 16 gennaio 2002.

## Riconoscimenti
- 2001 - Mostra internazionale cinematografica di Venezia
  - Candidatura per il Leone d'oro al miglior film a Josée Dayan